# Kanadische Badmintonmeisterschaft 1924
Die Kanadische Badmintonmeisterschaft 1924 fand in Toronto statt. Es war die dritte Auflage der nationalen kanadischen Titelkämpfe im Badminton.

## Titelträger
| Disziplin    | Sieger                                |
| ------------ | ------------------------------------- |
| Herreneinzel | H. T. Douglas                         |
| Dameneinzel  | Esme F. Coke                          |
| Herrendoppel | Arthur Evans Snell William M. Stewart |
| Damendoppel  | C. A. Boone Esme F. Coke              |
| Mixed        | William M. Stewart Mrs. W. M. Stewart |